# Protonemura ausonia
Protonemura ausonia is een steenvlieg uit de familie beeksteenvliegen (Nemouridae). De wetenschappelijke naam van de soort is voor het eerst geldig gepubliceerd in 1955 door Consiglio.